# IAS 32
МСФО (IAS) 32 «Финансовые инструменты: представление информации» — международный стандарт финансовой отчетности, устанавливающий принципы классификации и представления финансовых инструментов  в качестве обязательств или капитала, принципы взаимозачёта финансовых активов и обязательств, действует с 01.01.2005 года.

## История создания
В сентябре 1991 года вышел Проект стандарта №Е40 «Финансовые инструменты», а в январе 1994 года был модифицирован в Проект стандарта №Е48, из которого в июне 1995 года был выпущен стандарт IAS 32 «Финансовые инструменты: раскрытие и представление информации» (1995), который стал действовать с 01.01.1996 года. Подобный стандарт IAS 39 «Финансовые инструменты: признание и оценка» выпущен в декабре 1998 года, который начал действовать с 01.01.2001 года. 17 декабря 2003 IAS 32 был пересмотрен  СМСФО, а с 01.01.2005 года модернизированный стандарт стал действовать. 18 августа 2005 года Положение о раскрытие информации из IAS 32 заменено на отдельный стандарт IFRS 7 «Финансовые инструменты: раскрытие информации», который стал действовать с 01.01.2007 года, после чего IAS 32 изменил название на «Финансовые инструменты: представление информации». 22 июня 2006 года вышел Проект для обсуждения предлагаемых изменений, касающихся инструментов с правом обратного выкупа и обязательства, возникающие при ликвидации, а 14 февраля 2008 года они были приняты, которые стали действовать с 01.01.2009 года. 6 августа 2009 года вышел Предварительный проект классификации выпущенных прав для IAS 32, поправки были приняты 8 октября 2009 года и стали действовать с 01.02.2010 году, а 16 декабря 2011 года принята поправка о возможности взаимозачёта финансовых активов и финансовых обязательств, которые стали действовать с 01.01.2014 года
.
В России МСФО (IAS) 32 «Финансовые инструменты: представление информации» (ред. от 26.08.2015) принят приказом Минфина РФ от 25 ноября 2011 г. N 160н «О введении в действие МСФО и Разъяснений МСФО на территории РФ».

## Цель
Цель стандарта — установить принципы, с которыми финансовые инструменты представляются в составе обязательств или капитала, а также производится взаимозачет финансовых активов и финансовых обязательств. Стандарт применяется к классификации финансовых инструментов эмитентом финансовых активов, финансовых обязательств и долевых инструментов.

## Определения
Финансовый инструмент — это договор, в результате которого возникает финансовый актив у одной компании и финансовое обязательство или долевой инструмент у другой компании.
Долевой инструмент — это договор с правом на остаточную долю в активах компании после вычета всех его обязательств, и возникает, когда существует недеривативный инструмент, который требует передачи фиксированного количества собственных долевых инструментов, или дериватив, который будет погашен выпуском фиксированного количества собственных долевых инструментов.
Финансовый актив — это наличные средства, долевой инструмент, права получить денежные средства или иной финансовый актив, обмен финансовыми активами или обязательствами с выгодными условиями, договор с расчетами собственными долевыми инструментами.
Финансовое обязательство — обязательство по договорам, поставка наличных средств или другого финансового актива другой компании; обмен финансовыми активами или обязательствами с невыгодным для компании условиях; недеривативный инструмент, который требует или может потребовать передачи переменного количества собственных долевых инструментов; дериватив, который будет погашен не выпуском договор с расчетами собственными долевыми инструментами.

## Представление информации
Классификация финансового инструмента
При выпуске финансовый инструмент классифицируется как обязательство или собственный капитал в соответствии с содержанием договора при первоначальном признании. Классификация основана на содержании, а не на юридической форме инструмента; проводится на момент выпуска и впоследствии не меняется. При выпуске составных финансовых инструментов компания отдельно классифицирует долговой и долевой компоненты комбинированного инструмента и при дальнейшем учете ведется раздельно по отношению к обязательству и долевому инструменту.
Сложный финансовый инструмент
Сложный финансовый инструмент — инструмент, которые могут быть конвертированы в акции и содержат долговой компонент в составе обязательств и долевой компонент в составе капитала. При первоначальном признании сложного финансового инструмента определяется сумма, полученная от эмиссии денежных средств, один из компонентов (долговой) оценивается по справедливой стоимости (как будущие денежные выплаты по инструменту, дисконтированные по рыночной ставке процента (основная сумма долга и выплата процентов)), а другой (долевой) как остаточная сумма после вычета долгового компонента из общей стоимости инструмента. Обязательство учитывается по амортизационной стоимости. Долевой компонент или на каждую отчетную дату пересчитывается, а возникшая разница между балансовой стоимостью долевого инструмента на начало и конец года переносится в нераспределенную прибыль, а в случае конвертации остаточная стоимость долевого компонента учитывается при выпуске новых акций; или оставляется в составе капитала без изменений или до конвертации облигаций или до их погашения, когда долевой компонент реклассифицируется в другие статьи капитала (эмиссионный доход или нераспределенная прибыль).
Проценты, дивиденды, убытки и прибыль
Проценты, дивиденды, убытки и прибыль, относящиеся к финансовому инструменту и классифицированные как обязательства, должны признаны как расходы или доходы в отчёте о прибылях и убытках. Выплата дивидендов по долевым инструментов и затраты по сделке относятся на уменьшение капитала компании. Дивиденды по привилегированным акциям, классифицированным в качестве финансового обязательства, признаются как расходы на проценты, а не как распределение нераспределённой прибыли.
Взаимозачёт
Финансовый актив и обязательство, а также дебиторская и кредиторская задолженность, зачитывается с отражением сальдированной суммы только, если у компании есть юридически закрепленное право на зачёт и намерение произвести расчёт по оставшейся сальдированной сумме, либо имеется намерение реализовать актив и исполнить обязательство одновременно.

## IFRIC 2
Комитет по интерпретациям МСФО выпустил в 2005 году КРМСФО (IFRIC) 2 «Доли участников в кооперативных предприятиях и аналогичные инструменты», где финансовые инструменты классифицируются как обязательства кроме случаев, когда кооператив имеет право не погашать их по требованию.